# Нойрурер, Петер
Пе́тер Нойру́рер (нем. Peter Neururer; 26 апреля 1955, Марль, Северный Рейн-Вестфалия) — немецкий футбольный тренер.

## Карьера
Нойрурер был футболистом любительских клубов Оберлиги, но из-за травм он решил завершить карьеру и стать тренером.
Тренерская карьера Нойрурера началась в 1984 году в «Хальтерне», где он получил тренерский диплом, и продолжилась в любительском клубе «Вайтмар». В эссенском «Рот-Вайссе» Нойрурер стал помощником Хорста Хрубеша, которого он сменил в конце 1987 года.
В январе 1988 года Нойрурер стал главным тренером ахенской «Алеманнии». После шестого места в первом сезоне и сильного следующего сезона он получил приглашение от «Шальке», который переживал трудный сезон после вылета из Бундеслиги, и 10 августа 1989 года Петер возглавил гельзенкирхенский клуб. В сезоне 1989/90 «кобальтовые» под его руководством заняли пятое место во второй Бундеслиге. Но несмотря на успехи на старте следующего сезона (второе место в лиге), 13 ноября 1990 года президент «Шальке» Гюнтер Айхберг, к удивлению для многих, уволил Нойрурера.
13 марта 1991 года Нойрурер стал главным тренером «Герты», которая шла в зоне вылета в Бундеслиге. Но с ним берлинцы не одержали ни одной победы в 12 матчах, и уже 27 мая Петер был уволен.
1 июля 1991 года Нойрурер пришёл в «Саарбрюккен». В первый же сезон Петер добился с клубом выхода в Бундеслигу. Однако «Саарбрюккен» продержался там всего один сезон, и 30 июня 1993 года Нойрурер был уволен.
7 ноября 1994 года он стал главным тренером «Ганновера», который на тот момент находился в зоне вылета во второй Бундеслиге. Нойрурер стабилизировал состояние команды, сохранил её место в лиге и 30 мая 1995 года покинул клуб.
Следующим клубом в тренерской карьере Нойрурера стал «Кёльн», который также находился в зоне вылета в Бундеслиге. Клуб занял двенадцатое место, а Петер снова избежал вылета. В следующем сезоне «козлы» финишировали на десятом месте. Нойрурер был уволен из «Кёльна» в сентябре 1997 года после плохих результатов на старте сезона 1997/98.
22 апреля 1999 года Нойрурер стал главным тренером дюссельдорфской «Фортуны», которую он тренировал до конца сезона, в котором клуб занял последнее место и вылетел из второй Бундеслиги.
В октябре 1999 года Нойрурер пришёл в оффенбахский «Киккерс». Клуб находился внизу таблицы второй Бундеслиги, но на сей раз Петер не смог предотвратить падение «красно-белых» в Региональную лигу «Юг». В следующем сезоне он продолжил тренировать «Киккерс», но был уволен 6 августа 2000 года после ничьи и поражения в первых двух турах.
В октябре 2000 года Нойрурер пришёл в аленский «Рот-Вайсс». В первом сезоне под его руководством команда заняла седьмое место во второй Бундеслиге, но после 14 тура Петер покинул «Рот-Вайсс».
Первого долгосрочного успеха Нойрурер добился в «Бохуме», главным тренером которого он стал 4 декабря 2001 года. В первый же сезон Петер вывел команду в первую Бундеслигу. В сезоне 2003/04 «невыбиваемые» заняли пятое место в Бундеслиге и попали в Кубок УЕФА, где, однако, не смогли дойти до группового этапа. 4 марта 2004 года Нойрурер продлил контракт с «Бохумом» до 2007 года. Но постоянные неудачи в сезоне 2004/05, которые привели к вылету клуба во вторую Бундеслигу, заставили председателя наблюдательного совета Вернера Альтегоера расторгнуть контракт с Нойрурером. Матч против «Нюрнберга», который состоялся 7 мая 2005 года, стал для Петера пятисотой игрой в качестве главного тренера в профессиональном футболе.
9 ноября 2005 года Нойрурер вернулся в «Ганновер 96». В сезоне 2005/06 он не смог достичь поставленной задачи — завершить сезон в верхней части таблицы — так как команда заняла двенадцатое место. Нойрурер покинул клуб 30 августа 2006 года после трёх подряд поражений на старте сезона.
16 ноября 2008 года он стал главным тренером «Дуйсбурга». Первоначально контракт Нойрурера был рассчитан до лета 2009 года, но весной 2009 года он был продлён ещё на один год. 29 октября 2009 года, после неудачного старта в сезоне 2009/10, Петер был уволен.
9 июня 2012 года во время игры в гольф в Гельзенкирхене у Нойрурера случился сердечный приступ. Несколько дней Петер провёл в искусственной коме и после выхода из неё заявил о желании вернуться в футбол.
8 апреля 2013 года Нойрурер вернулся в «Бохум», который за шесть туров до конца сезона находился в зоне вылета во второй Бундеслиге. Первые 4 игры под его руководством команда выиграла, пропустив всего 1 гол, и обеспечила участие во второй Бундеслиге на следующий сезон. В связи с этим успехом клуб договорился с Нойрурером о продлении контракта до 2015 года. В свою очередь, Петер сдержал обещание покрасить волосы в клубные цвета, которое он дал после вступления на пост главного тренера, если ему удастся спасти «Бохум» от вылета. 9 декабря 2014 года Нойрурер был отправлен в отставку из-за разногласий с руководством команды.